# Андреев, Олег Филиппович
Олег Филиппович Андреев (1934—1988, Москва) — специалист по разработке нефтяных и газовых месторождений, доктор технических наук, профессор, лауреат Государственной премии.

## Фрагменты биографии
- Отец длительное время был военнослужащим, поэтому семья часто меняла местожительства Полоцк, Хатынь, Даугавпилс. Учился в разных школах, десятый класс окончил в 10 школе, г. Кунцево, Московской обл. в 1953 году. В 1953 году поступил в Московский нефтяной институт им. И. М. Губкина, который окончил в 1958 году.
- С 1958 года начал работать во ВНИИГАЗе, в лаборатории разработки газовых месторождений
- ВНИИГАЗ
- С 1959—1968 — младший, старший научный сотрудник в институте
- С 1968 по 1970 — начальник отдела 1-го главка в Мингазпроме
- В 1970 вернулся во ВНИИГАЗ на должность начальника Ямало-Ненецкой комплексной экспедиции ВНИИГАЗа, в 1972 году переведен руководителем лаборатории разработки северных месторождений, а с 1980 по 1988 — заместитель директора ВНИИГаза по научной работе.

## Научно-производственные и общественные достижения
В первые годы работы во ВНИИГАЗе совместно с Е. М. Минским разработал методику проектирования разработки газовых месторождений на период падающей добычи с учетом работы всей системы пласт-скважина-прискважинные сооружения-головная компрессорная станция. Методика впервые применена на Северо-Ставропольском, потом Газлинском и др. месторождениях.

### Диссертации
В 1965 году подготовил и защитил кандидатскую диссертацию на тему: Особенности разработки газовых месторождений с низким пластовым давлением ( на примере Северо-Ставропольского месторождения). Научные руководители Минский Е.М. и Козлов А.Л.
Автор более 70 научных работ, в том числе 1 монографии.
- Автор 6 изобретений.

- Председатель Экономического совета НТО по экономической учёбе
- Член редколлегии журнала «Газовая промышленность»

## Ученые степени и звания
- кандидат технических наук (1966)
- доктор технических наук (1985)
- профессор (1987)

## Награды
- Лауреат Государственной премии СССР — за комплекс научно-технических решений по ускоренному вводу в разработку Медвежьего газового месторождения в условиях Крайнего Севера (1978).
- Награждён 5-ю медалями ВДНХ.
- Почетный работник газовой промышленности.